# Porta Gemina (Pola)
La Dvojna vrata (Porta Gemina) è una porta cittadina romana situata a Pola, in Croazia. Fu costruita alla fine del II secolo.

## Storia
Nell'antichità, la città Pola era cinta da imponenti mura fortificate. In epoca moderna, queste furono abbattute per necessità, a causa dell'espansione del nucleo urbano. Le porte cittadine erano dieci. Oggi sono ancora visibili solamente la Porta Gemina e parte delle mura che la collegavano a piazza Giardin. Nel Medioevo, la porta fu interrata. Essa fu riportata alla luce solo in tempi moderni. 

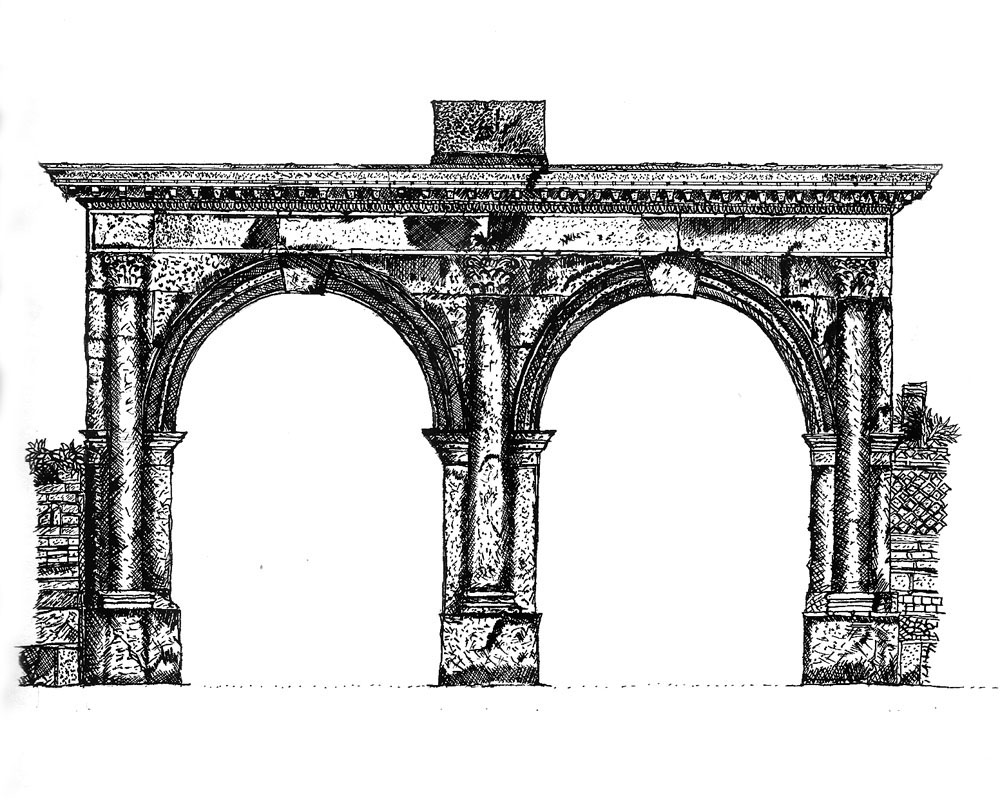
Rilievo della porta

La Dvojna vrata, o Porta Gemina, prende il nome dalle sue due aperture semicircolari che conducevano alla città, costruite probabilmente alla fine del II secolo o all'inizio del III secolo d.C. sui resti di una precedente porta cittadina. Le due aperture sono decorate da tre  pilastri con capitelli compositi. La sovrastante ghirlanda in rilievo unisce la composizione in un'unità armoniosa. Si conservano le aperture un tempo utilizzate per l'abbassamento delle grate per la chiusura delle porte. La Porta Gemina contiene anche una targa incisa con il nome di Lucius Menacius Priscus, consigliere comunale e senatore, che finanziò personalmente la costruzione di una delle reti di approvvigionamento idrico della città. La targa non faceva originariamente parte del monumento; fu però rinvenuta accanto ad esso, e collocata in cima allo stesso sul finire del XIX secolo. Oggi la porta—di fronte alla quale sono stati scoperti i resti di un mausoleo ottagonale risalente al II o III secolo d.C.—conduce al Museo Archeologico di Pola, al Castello, e ad un piccolo teatro romano.

## Descrizione
Il monumento, risalente alla fine del II secolo o all'inizio del III secolo, è relativamente ben conservato.
La porta si trova di fronte alla cittadella moderna, costruita sul sito dell'antica foro. Come accennato, si compone di due archi, anche se in origine le aperture potrebbero essere state tre.
La doppia porta, come suggerisce il nome, si erge con tre pilastri, posizionate in mezzo ai due archi e su ciascun lato degli stessi. Le colonne sostengono una trabeazione con il suo fregio e cornice, ma manca l'architrave. La cornice decorata dalla sua ghirlanda in rilievo collega armoniosamente il tutto.